# Berzème
Berzème település Franciaországban, Ardèche megyében. Lakosainak száma 159 fő (2022. január 1.). Berzème Darbres, Freyssenet, Rochessauve, Saint-Gineis-en-Coiron, Saint-Martin-sur-Lavezon, Saint-Pierre-la-Roche, Saint-Pons és Sceautres községekkel határos.

## Népesség
A település népességének változása:
| Lakosok száma | 173  | 131  | 135  | 121  | 155  | 180  | 174  | 169  | 161  | 159  |
|               | 1968 | 1982 | 1999 | 2006 | 2011 | 2015 | 2017 | 2018 | 2020 | 2022 |